# Horst Brunnemann
Horst Karl Brunnemann (* 27. Februar 1836 in Teuritz; † 24. Februar 1911 in Dresden) war ein sächsischer Montanwissenschaftler.

## Leben
Horst Brunnemann studierte an der Bergakademie Freiberg Montanwissenschaften und wurde 1856 Mitglied des Corps Franconia Freiberg. Nach Abschluss des Studiums trat er in den sächsischen Staatsdienst ein und wurde bei der Porzellanmanufaktur Meißen tätig. Dort führte er neue Herstellungstechnologien ein. 1895 wurde er zum Direktor der Manufaktur ernannt. 1901 trat er als Geheimer Bergrat in den Ruhestand.
Seine Tochter war die Dresdner Journalistin Anna Brunnemann.